# Тілламук (округ, Орегон)
Шаблон:StateAbbr_ 45°28′ пн. ш. 123°42′ зх. д. / 45.46° пн. ш. 123.7° зх. д.
Округ  Тілламук (англ. Tillamook County) — округ (графство) у штаті  Орегон, США. Ідентифікатор округу 41057.

## Історія
Округ утворений 1853 року.

## Демографія
За даними перепису 
2000 року 
загальне населення округу становило 24262 осіб, зокрема міського населення було 5889, а сільського — 18373.
Серед мешканців округу чоловіків було 12158, а жінок — 12104. В окрузі було 10200 домогосподарств, 6798 родин, які мешкали в 15906 будинках.
Середній розмір родини становив 2,82.
Віковий розподіл населення поданий у таблиці:
| Стать    | До 15 років | 15-21 | 22-29 | 30-39 | 40-49 | 50-65 | 65-85 | Понад 85 |
| -------- | ----------- | ----- | ----- | ----- | ----- | ----- | ----- | -------- |
| Чоловіки | 2261        | 1094  | 920   | 1431  | 1902  | 2340  | 2055  | 155      |
| Жінки    | 2030        | 939   | 805   | 1334  | 1894  | 2515  | 2260  | 327      |

## Суміжні округи
- Клетсоп — північ
- Вашингтон — схід
- Ямгілл — схід
- Полк — південний схід
- Лінкольн — південь

## Виноски
1. ↑  U.S. Decennial Census. United States Census Bureau. Архів оригіналу за 12 травня 2015. Процитовано 28 лютого 2015.
2. ↑  Historical Census Browser. University of Virginia Library. Архів оригіналу за 11 серпня 2012. Процитовано 28 лютого 2015.
3. ↑  Forstall, Richard L., ред. (27 березня 1995). Population of Counties by Decennial Census: 1900 to 1990. United States Census Bureau. Архів оригіналу за 19 лютого 2015. Процитовано 28 лютого 2015.
4. ↑  Census 2000 PHC-T-4. Ranking Tables for Counties: 1990 and 2000 (PDF). United States Census Bureau. 2 квітня 2001. Архів оригіналу (PDF) за 18 грудня 2014. Процитовано 28 лютого 2015.
5. ↑  State & County QuickFacts. United States Census Bureau. Архів оригіналу за 25 лютого 2016. Процитовано 15 листопада 2013. [Архівовано 2016-02-25 у Wayback Machine.](англ.) Наведено за англійською вікіпедією.
6. ↑  American FactFinder. Бюро перепису населення США. Архів оригіналу за 26 лютого 2012. Процитовано 31 січня 2008. [Архівовано 2008-05-21 у Wayback Machine.]

| США | Це незавершена стаття з географії США. Ви можете допомогти проєкту, виправивши або дописавши її. |